# Gresswiller
Gresswiller (deutsch Greßweiler) ist eine französische Gemeinde mit 1.661 Einwohnern (Stand 1. Januar 2021) im Département Bas-Rhin in der Region Grand Est (bis 2015 Elsass). Gresswiller ist Mitglied der Communauté de communes de la Région de Molsheim-Mutzig.

## Geografie
Gresswiller liegt im Breuschtal und umfasst auch den Forêt de Gresswiller im Südwesten. Die Nachbargemeinden sind Dinsheim-sur-Bruche, Heiligenberg, Mollkirch, Mutzig und Rosenwiller.

## Bevölkerungsentwicklung
| Jahr      | 1962 | 1968 | 1975 | 1982 | 1990 | 1999 | 2007 | 2017 |
| Einwohner | 869  | 919  | 964  | 1052 | 1181 | 1287 | 1457 | 1696 |

## Verkehr
Gresswiller liegt an der Bahnstrecke Strasbourg–Saint-Dié und wird von TER-Zügen bedient.

## Planetarium
In Gresswiller befindet sich ein sehenswertes Orrery.

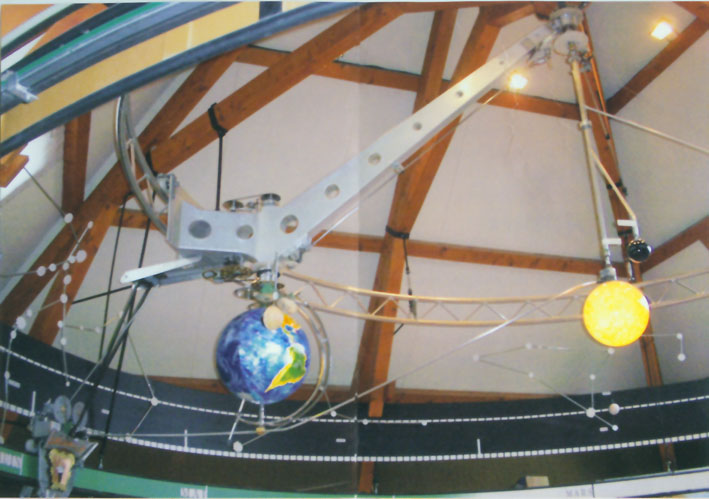
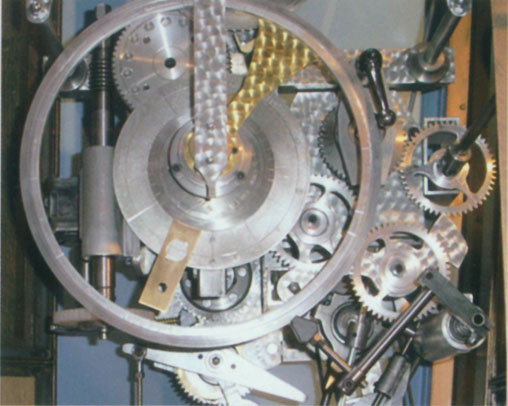
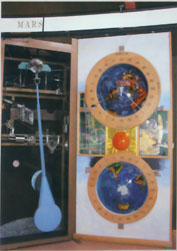